# Flempton
Flempton is een plaats en civil parish in het bestuurlijke gebied St Edmundsbury, in het Engelse graafschap Suffolk.